# 白龍 (撒克遜)
白龍是亞瑟王傳說中出現的龍。
在故事中，梅林告訴沃帝根國王白龍和紅龍打鬥的事，白龍代表了撒克遜人，而紅龍則是威爾斯。最後紅龍擊敗了白龍，意味著威爾斯即將擊退撒克遜。